# Reinhard Zinkann (Unternehmer)
Reinhard Zinkann (* 13. März 1869; † 14. Juli 1939) war deutscher Kaufmann und Unternehmer.

## Leben
Zinkann machte eine kaufmännische Lehre in einer Hagener Eisenwaren-Großhandlung. Anschließend bekam er eine Stelle als Verkaufsreisender und wurde Kundenbetreuer für die Händler in ganz Deutschland. Auf einer seiner Fahrten suchte er 1899 Carl Miele in dessen Eisenwaren- und Baustoffhandlung auf, um ihn als Neukunden zu gewinnen. Gemeinsam beschlossen sie, Milchzentrifugen herzustellen. Aus diesem Plan entstand das Unternehmen Miele & Cie. KG, heute einer der größten Hersteller von Haushaltsgeräten mit Sitz in Gütersloh. Miele übernahm Konstruktion und Fertigung, Zinkann den Vertrieb der Maschinen.
1907 zog Zinkann mit seiner Familie nach Darmstadt, wo er die Verkaufsorganisation in Süddeutschland aufbaute. Dort war er seit 1928/29 Ehrensenator der TU Darmstadt.
Das Grabmal der Familie Zinkann auf dem Darmstädter Waldfriedhof steht unter Denkmalschutz.

## Familie
Sein Enkel Peter Zinkann (* 1928) und sein Urenkel Reinhard Zinkann junior (* 1959) waren bzw. sind jeweils Mitglied der Miele-Geschäftsleitung.